# Stiven Rentería
Stiven Rentería Mejía (Cauca Padilla, Colombia, 18 de octubre de 1997)  es un futbolista colombiano. Juega como delantero en el Delfines del Este FC de la Liga Dominicana de Futbol.

## Clubes
| Club                 | País                 | Año           |
| -------------------- | -------------------- | ------------- |
| Deportivo Cali       | Colombia             | 2017 - 2018   |
| Jaguares de Córdoba  | Colombia             | 2019-2021     |
| Metropolitanos       | Venezuela            | 2021-2022     |
| Jarabacoa FC         | República Dominicana | 2022          |
| Delfines del Este FC | República Dominicana | 2023-presente |